# Szalai Annamária
Szalai Annamária (Zalaegerszeg, 1961. szeptember 16. – Budapest, 2013. április 12.) magyar politikus, újságíró, a Magyar Mozgókép Közalapítvány szakkollégiumi elnöke 2012-ig (a közalapítvány megszűnéséig), a Nemzeti Média- és Hírközlési Hatóság (NMHH) és a Médiatanács elnöke, a Miami Press c. erotikus magazin egykori szerkesztője [forrás?]. Családnevének írásmódját - nem sokkal a halála előtt - Szalayra változtatta.

## Életpályája
1982-ben a szombathelyi Berzsenyi Dániel Tanárképző Főiskolán tanítói oklevelet szerzett. Tanulmányait 1990-ben az ELTE BTK-n folytatta tovább népművelői szakon, majd a Pénzügyi és Számviteli Főiskola pénzügyi szakán. Itt 1998-ban szakközgazda diplomát szerzett.
1991-ben a Miami Press című magazin főszerkesztője. Bár a magazin szlogenje "Őszintén és kulturáltan az erotikáról", nagy sikert nem aratott, néhány szám megjelenése után megszűnt .
1982-től 1984-ig  Zalaegerszegen tanított az Ady Endre Általános iskolában, majd 1984-85 között a Zalai Hírlapnál újságíróként tevékenykedett. 1985 és 1997 között a Zala Megyei Moziüzemi Vállalatnál dolgozott, majd annak jogutódjánál filmforgalmazó, filmiroda-vezető, 1991-ben lapszerkesztő.  1996-tól a Magyar Mozgókép Közalapítvány szakkollégiumi elnöke, majd 1997-től a Zala Art Alapítvány kuratóriumi tagja. 1997 és 2002 között a zalaegerszegi Városi Hangverseny és Kiállítóterem igazgatója. 2002-től a Kodolányi János Főiskola kommunikáció tanszékén óraadó tanárként, 2003-tól adjunktusként dolgozott.
1998-tól számítjuk politikai pályafutását, ekkor lett a Fidesz országgyűlési képviselője, ezt a tisztséget 2004-ig töltötte be. 2004-ben és 2008. március 31-én az Országos Rádió és Televízió Testület (ORTT) tagjává választotta. 2010. augusztus 11-én Orbán Viktor miniszterelnök kinevezése alapján a Nemzeti Média- és Hírközlési Hatóság (NMHH), majd a bel- és külföldön sokat bírált új médiatörvény által létrehozott Médiatanácsnak is elnöke lett, megbízatása 9 évre szólt.
Az NMHH elnökeként egy közös európai értékeken alapuló médiaszabályozás kialakításán, és a felnövekvő generációk védelmét is szolgáló 21. századi médiakultúra létrehozásán dolgozott. Hivatalba lépése óta hozott intézkedései egyike az új frekvenciarendelet, amelynek eredményeképpen Magyarország mobil lefedettsége 100 százalékossá válhat.  Az NMHH egyik legnagyobb feladata 2013-ban Magyarországon a digitális átállás befejezése.
2010 őszén rákkal diagnosztizálták. Betegsége alatt is ellátta feladatait. 2013. április 12-én, 51 éves korában elhunyt.

## Emlékezete
2013 októberében Szalai Annamária emlékének tiszteletére megalapították a Szalay Annamária Média Alapítványt.
2015. október 12-én a Zalaegerszegen 11. alkalommal megtartott Göcsej Filmszemlén neveztek el róla díjat, amelyet elsőként ezen alkalommal adtak át. A Szalai Annamária-filmdíjat a Debreceni Városi Televízió kapta „Kossuth papja” című dokumentumfilmjéért.

## Díjai, elismerései
- 2007. Pro Urbe-díj, Zalaegerszeg,[13]
- 2012. Árpád pajzs-díj,[14][15]
- 2013. Posztumusz Életműdíj,[16]
- 2013. Posztumusz Zala megye díszpolgári cím,[17]